# Сант'Анатолия ди Нарко
Сант'Анато̀лия ди На̀рко (на италиански: Sant'Anatolia di Narco) е село и община в Централна Италия, провинция Перуджа, регион Умбрия. Разположено е на 328 m надморска височина. Населението на общината е 581 души (към 2010 г.).